# Mani in alto! (film 1933)
Mani in alto! (Rustlers' Roundup) è un film del 1933 diretto da Henry MacRae.